# Ergavia bogotaria
Ergavia bogotaria là một loài bướm đêm trong họ Geometridae.